# Ibanez
Ibanez är ett varumärke för gitarrer, elbasar samt effektpedaler, ägt av Hoshino Gakki som är baserat i Nagoya, Japan. Ibanez modeller av elgitarr har ofta smal hals, vilket gör dem lättspelade och lämpade för snabbt spel och heavy metal. Ibanez gör dock gitarrer för alla möjliga musikstilar, och de tillverkar signaturgitarrer för både hårdrocks- och jazzmusiker. Idag tillverkas vissa av företagets produkter i Sydkorea, och oftast då de billigare modellerna. De dyrare tillverkas i Japan. Ibanez är det tredje största gitarrmärket.

## Historia

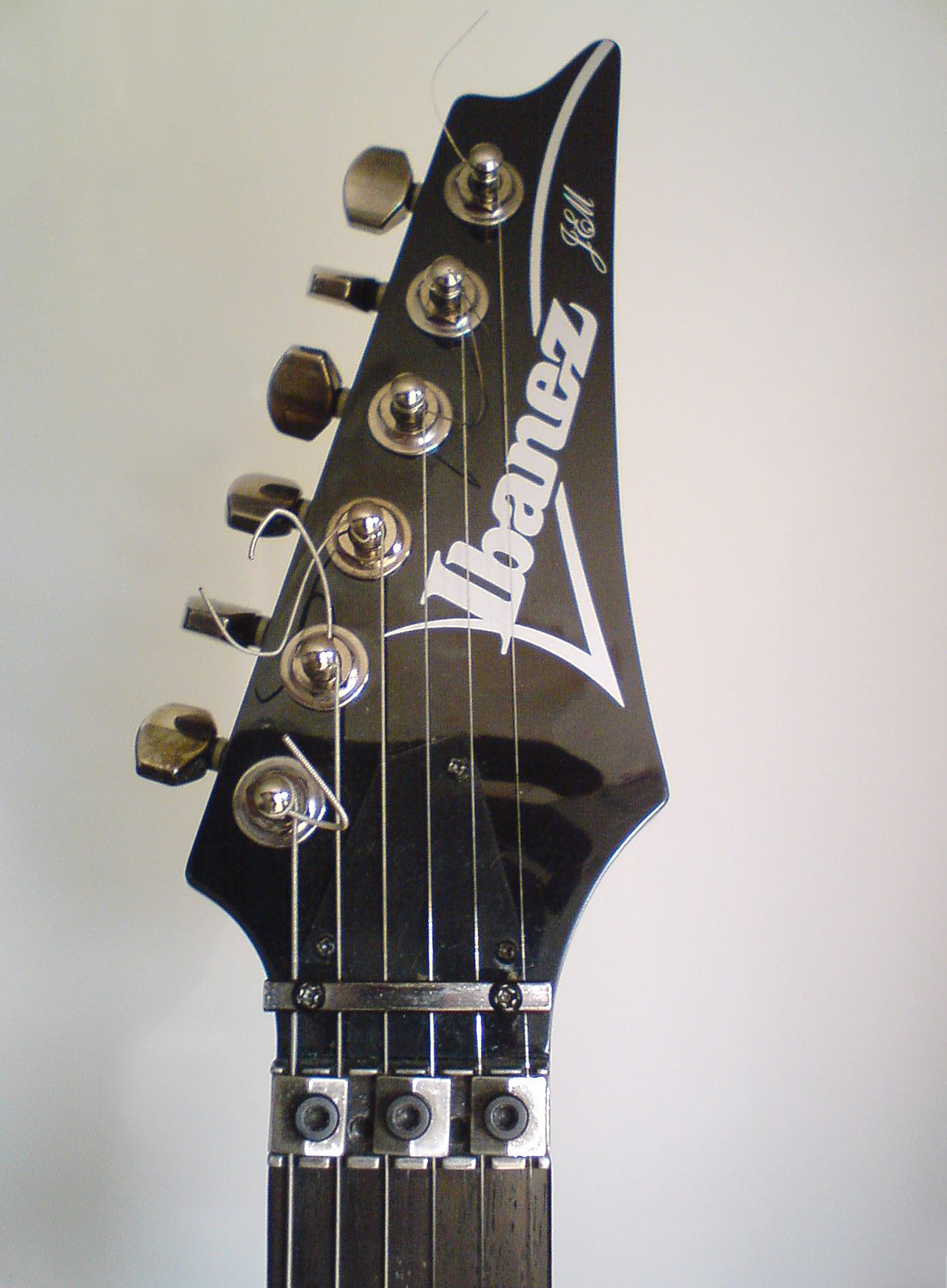
Gitarrhuvudet på Steve Vais signaturmodell Ibanez JEM.

Som 11-åring blev Salvador Ibáñez (1854-1920) lärling åt en instrumentmakare i Valencia, och fem år senare startade han tillsammans med Magdalena Albiñara y Magraner företaget "Salvador Ibáñez y Albiñara" som tillverkade gitarrer, ukuleles och mandoliner. Företaget bytte senare namn till "Salvador Ibáñez e Hijos" (S.I. och söner). I Japan startade bokhandelskedjan Hoshino Shoten 1908 en avdelning för instrumentförsäljning kallad Hoshino Gakki. 1929 började Hoshino Gakki importera Salvador Ibáñez-gitarrer som tillverkades av sönerna efter faderns död.
Under spanska inbördeskriget förstördes gitarrfabriken och sönerna sålde varumäket till Hoshino Gakki som startade sin egen tillverkning av akustiska gitarrer 1935, först under namnet Salvador Ibáñez, senare under Ibanez.
Den moderna eran för Ibanez började 1957 då man började tillverka elektriska gitarrer med högst ovanlig design. 
Tyvärr följde Ibanez snart andra japanska gitarrtillverkares mönster och kopierade helt enkelt europeiska och amerikanska gitarrmodeller som Hagström, EKO, Gibson Fender och Rickenbacker. Några tidiga modeller 2364, en kopia av den välkända Ampeg Dan Armstrong tillverkad av genomskinlig plast;  2347, en kopia av Gibson SG/Les Paul Junior; 2351, mycket lik Gibson Les Paul och 2348, en närmast exakt kopia av Gibson Firebird. Dessa originaltrogna kopior kunde utan vidare förväxlas med originalen. Detta ledde slutligen 1977 till att "Norlin Corporation", ägarna av Gibson, stämde den amerikanska delen av Hoshino Gakki för kopiering av Gibsons karakteristiska huvudform. Hoshino kom till en uppgörelse med Gibson utanför rättssalen och 1978 lanserade de återigen Ibanezgitarrer av egen design, tex Iceman och Ibanez Roadstar. 
Sent åttiotal och tidigt nittiotal var en viktig period för varumärket Ibanez. Man hade lyckats etablera stöd för sina gitarrer från Steve Vai, tidigare gitarrist åt Frank Zappa, vilket resulterade i introduktionen av modellerna Ibanez JEM och Ibanez Universe tillsammans med superstratan Ibanez RG som var en billigare variant av Ibanez JEM.
Hoshino Gakki producerade också akustiska gitarrer (både nylon- och stålsträngade) och halvakustiska gitarrer under namnet Ibanez, bland annat Artwood serien från 1979.

## Gitarrer

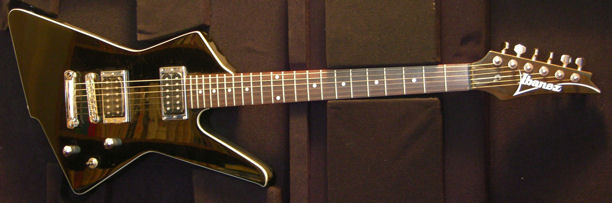
Ibanez Destroyer-modellen i svart färg.

En av anledningarna till att Ibanez blivit så pass stort i länder som Sverige och USA är att de är ansedda som det gitarrmärke som är mest prisvärt, eftersom de flesta Ibanez-gitarrer ligger i prisklassen 2000–5000 kronor, och ändå håller förvånansvärt bra kvalitet.
Ibanez-gitarren används mycket inom genren death metal. Det är speciellt RG-serien som används i den genren. Att notera är att RG-modellerna är utrustade med antingen EDGE PRO II-stall eller EDGE PRO III-stall. Dessa är tillverkade för att gitarristen ska kunna göra så kallade "divebombs"  eller "whammybar harmonics"

### Modeller och serier
- Ibanez GIO-serien
- Ibanez R-serien (tidigare Radius)

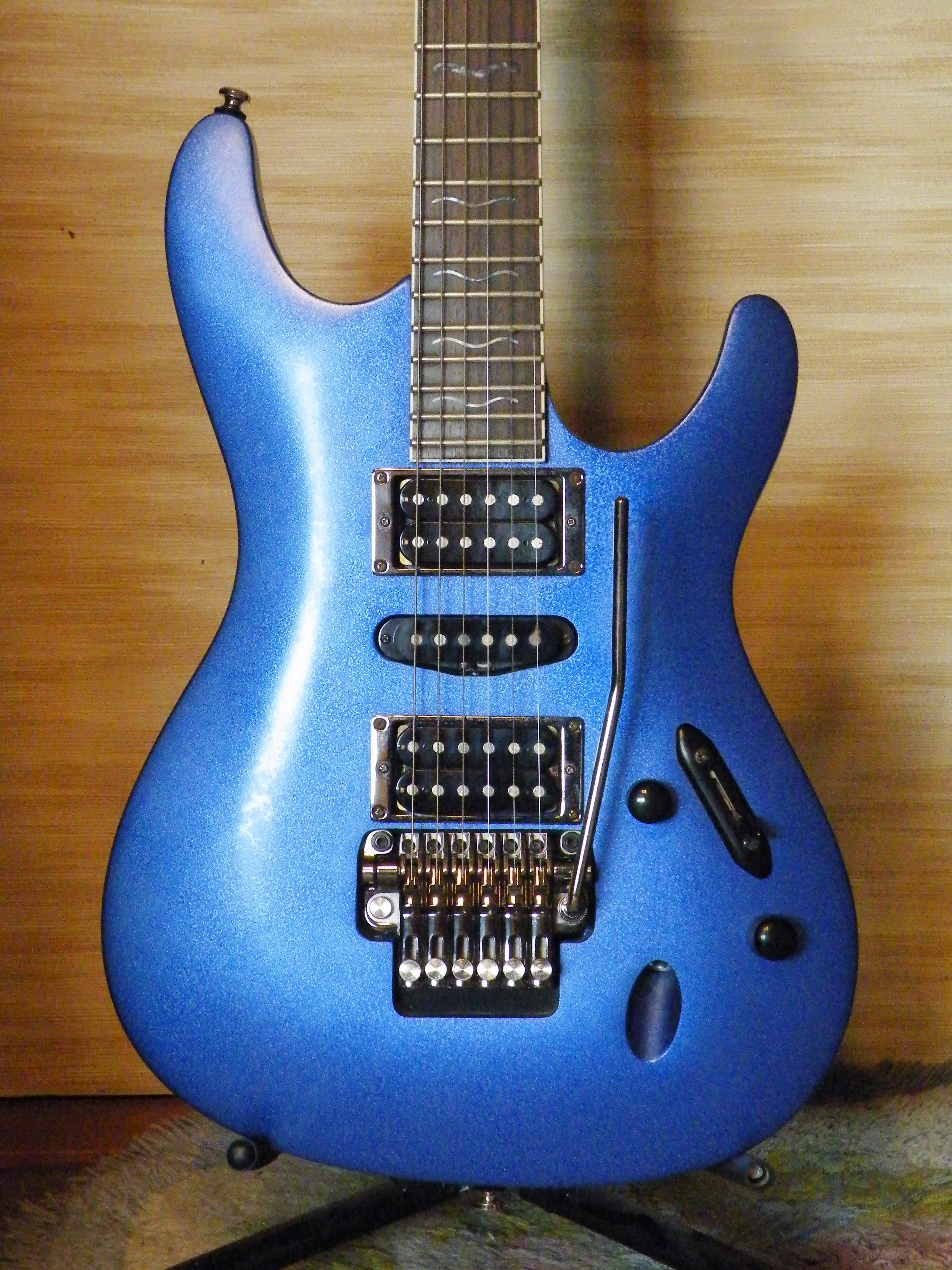
En blå Ibanez S-gitarr.

- Ibanez RG-serien (Roadstar Guitar)
- Ibanez S-serien (Saber)
- Ibanez Pro-line-serien (PL)
- Ibanez Rocket Roll (RR)
- Ibanez Destroyer (DT)
- Ibanez Iceman (IC)
- Cimar by Ibanez
- Ibanez RT-serien
- Ibanez RX-serien
- Ibanez AX-serien
- Ibanez Axstar (tillverkas inte längre)
- Ibanez EDR/EXR (tillverkas inte längre)
- Ibanez Artist-serien
- Ibanez MC-serien (Musician)
- Ibanez V-serien, inklusive Flying V (tillverkas inte längre)
- Ibanez Jet King, 1 och 2
- Ibanez Radius-serien (tillverkas inte längre)
- Ibanez RS-serien (Roadstar Series - inklusive Talman, Radius och Sabe)
- Ibanez EX-serien
- Ibanez X-serien (X- och stjärnformade gitarrer)
- Ibanez CN-serien (Concert)
- Ibanez ADX-serien

### Signaturmodeller

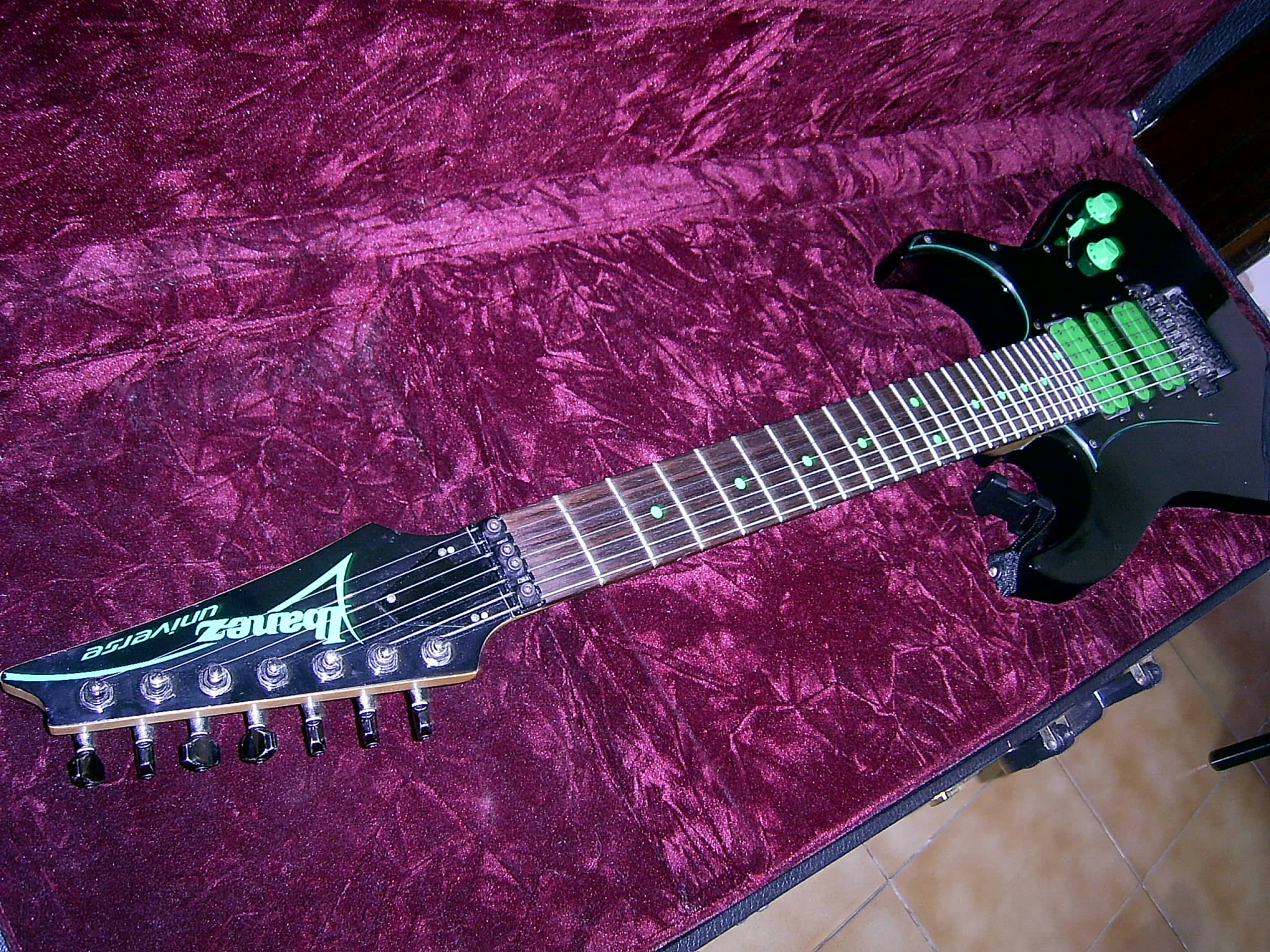
Steve Vais signaturmodell Ibanez Universe.

| - Ibanez JS (Joe Satriani) - Ibanez Universe och JEM (Steve Vai) - Ibanez PGM (Paul Gilbert) - Ibanez MTM (Mick Thomson) - Ibanez NDM2 (Kevin "Noodles" Wasserman) - Ibanez Apex (James "Munky" Shaffer) - Ibanez E-Gen (Herman Li) - Ibanez STM (Sam Totman) - Ibanez ORM (Omar Rodríguez-López) - Ibanez MBM (Matt Bachand) - Ibanez HRG (H. R. Giger) | - Ibanez GB (George Benson) - Ibanez PM (Pat Metheny) - Ibanez JSM (John Scofield) - Ibanez AT (Andy Timmons) - Ibanez SDB (Sharlee D'angelo) - Ibanez K5 (Reginald "Fieldy" Arvizu) - Ibanez PRB (Paul Romanko) - Ibanez PGB (Paul Gray) - Ibanez GWB (Gary Willis) - Ibanez MDB (Mike D'Antonio) - Ibanez DTB (Dionald Tubang) |

### Akustiska gitarrmodeller
- AE-serien
- AES-serien
- AW-serien
- DT-serien
- EP9-serien
- EW-serien
- GA-serien
- JAMPACK-serien
- MANDOLIN-serien

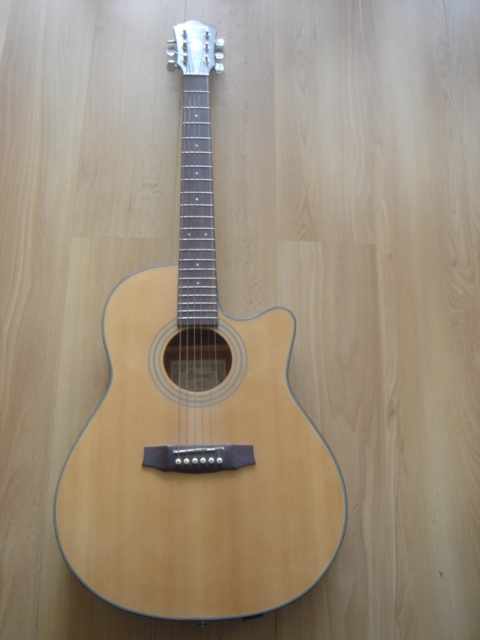
Akustisk Ibanez-gitarr i AE-serien.

- MANN-serien (Distribueras endast i Kanada)
- MASA-serien
- PF-serien
- PC-serien
- TALMAN-serien
- V-serien
- Concord
- SAGE-serien

## Elbasar
Ibanez tillverkar också elbasar. Deras basar är ofta en blandning av p-basar och jazzbasar. Ibanez har bland annat tillverkat USA:s mest sålda bas, Ibanez 200 BK.

### Modeller och serier
- ARTCORE-serien
- ATK 300 och 305
- Blazer
- BTB-serien
- DWB-serien (Doug Wimbish)
- EDA-serien (Ergodyne)
- EDB-serien (Ergodyne)
- EDC-serien (Ergodyne)
- EWB-serien
- GAXB-serien (tillverkas inte längre)
- GSR-serien
- GWB-serien
- ICB-serien (Iceman)
- JTK-serien (Jet King)
- JUMPSTART-serien
- K5 Fieldy
- Musician-serien
- ROADGEAR-serien
- SR-serien (Soundgear)
- SRX-serien (Soundgear)
- SDGR-serien
- ATK-serien
- EX-serien
- Roadstar-serien
- S-serien
- TR-serien

## Musiker som använder/har använt Ibanez

### Gitarrister
- Anders Björler - At The Gates
- Chris Broderick - Megadeth
- Daron Malakian - System of a Down
- Herman Li - Dragonforce
- Sam Totman - Dragonforce
- Mick Thomson - Slipknot
- Omar Rodriguez-Lopez - The Marz Volta
- Noodles - The Offspring
- Joe Satriani - Solo/Session
- Steve Vai - Solo/Session
- Paul Gilbert - Solo/Session
- Andy Timmons - Solo/Session
- Munky - Korn
- Matt Bachand - Shadows Fall
- George Benson - Solo/Session
- Pat Metheny - Solo/Session
- John Scofield - Solo/Session
- Roger Sjunnesson - The Unguided
- Oskar Montelius - Sabaton
- Rikard Sundén - Sabaton
- Christofer Malmström - Darkane
- Jonas Jarlby - Avatar
- Simon Andersson - Avatar
- Magnus Olsson - Solo/Session
- Marcus Sunesson - Engel
- Niclas Engelin - Engel
- Max Flövik - Lillasyster
- Fredrik Thordendal - Meshuggah
- Marten Hagström - Meshuggah
- Pontus Hjelm - Solo/Session
- Gustaf Leffler - Alternative High
- John Petrucci - Dream Theater
- Roland Johansson - The Unguided
- Per Nilsson - Scar Symmetry
- Paul Stanley - Kiss
- JB Brubaker - August Burns Red

### Basister
- Skinny Disco - Deathstars
- Anders Iwers - Tiamat
- Fredrik Larsson - Hammerfall
- Henrik Sandelin - Avatar
- Peter Iwers - In Flames
- Karin Axelsson - Sonic Syndicate
- Sharlee D'angelo - Arch Enemy
- Paul Gray - Slipknot
- Mike D'antonio - Killswitch Engage
- Paul Romanko - Shadows Fall
- Gary Willis - Tribal Tech
- Fieldy - Korn
- Tom Araya - Slayer
- Scott Reeder - Kyuss
- Stephen Bruner - Thundercat